# SN 2007ce
SN 2007ce – supernowa typu Ic odkryta 4 maja 2007 roku w galaktyce A121017+4843. W momencie odkrycia miała maksymalną jasność 17,40m.